# Kennard (Indiana)
Kennard – miasto w Stanach Zjednoczonych, w stanie Indiana, w hrabstwie Henry.